# اسکات بنت (بازیکن)
اسکات اندرو بنت (به انگلیسی: Scot Bennett) (متولد ۳۰ نوامبر ۱۹۹۰) یک فوتبالیست حرفه ای اهل انگلیس است که پست مدافع یا هافبک در باشگاه فوتبال نیوپورت کانتی بازی می‌کند.

## حرفه
بنت در نیوکوئی، کورنوال به دنیا آمد و کار خود را با سیستم جوانان اکستر سیتی آغاز کرد. وی اولین بازی تیم اول خود برای اکستر را به عنوان بازیکن تعویضی در دقیقه ۷۴ پیروزی ۱–۰ خانگی مقابل سویندون تاون در لیگ یک در ۲۹ مارس ۲۰۱۱ انجام داد.

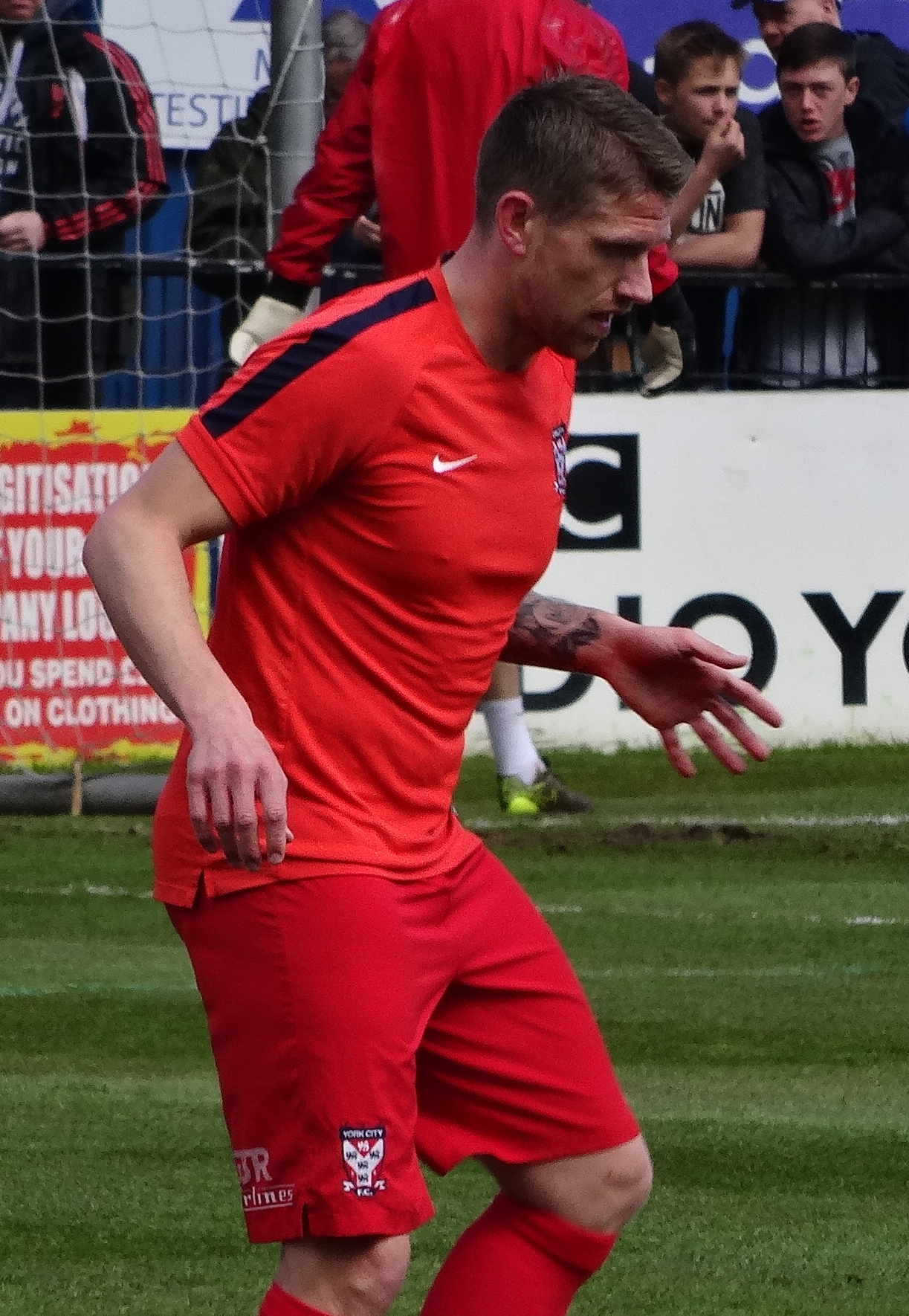
آموزش بنت با یورک سیتی در سال ۲۰۱۶

در ۱۱ مارس ۲۰۱۶ ، بنت تا پایان فصل ۱۶–۲۰۱۵ به صورت قرضی به یورک سیتی در رقابت‌های لیگ پیوست. او روز بعد هنگام شروع تساوی ۱–۱ خانگی یورک با بارنت، اولین بازی خود را انجام داد.

## سبک بازی
بنت به عنوان یک مدافع یا هافبک بازی می‌کند.